# Barentin
Barentin – miejscowość i gmina we Francji, w regionie Normandia, w departamencie Sekwana Nadmorska.
Według danych na rok 1990 gminę zamieszkiwało 12 721 osób, a gęstość zaludnienia wynosiła 999 osób/km² (wśród 1421 gmin Górnej Normandii Barentin plasuje się na 17. miejscu pod względem liczby ludności, natomiast pod względem powierzchni na miejscu 220.).

## Współpraca
- Petersfield, Wielka Brytania
- Warendorf, Niemcy
- Castiglione delle Stiviere, Włochy
- Brossard, Kanada